# Hall of Fame of European handball
Die Hall of Fame of European handball ist die Ruhmeshalle des europäischen Handballs. In ihr werden durch die Europäische Handballföderation (EHF) seit der Gründung im Jahr 2023 ehemalige Spieler und Spielerinnen aufgenommen, die im europäischen Handball außerordentliche Leistungen auf und neben dem Platz gezeigt haben. Am 26. Juni 2023 wurden in Wien anlässlich des 30-jährigen Bestehens der EHF die ersten 32 Männer und 28 Frauen geehrt.

## Männer
| Name                     | Nation         | Position        | Jahr | Ausgewählte Erfolge auf europäischer Ebene seit 1993                                                                     |
| ------------------------ | -------------- | --------------- | ---- | --- |
| Thierry Omeyer           | Frankreich     | Torhüter        | 2023 | 4× EHF-Champions-League-Sieger, 3× Europameister                                                                         |
| Arpad Šterbik            | Spanien        | Torhüter        | 2023 | 4× EHF-Champions-League-Sieger, 1× Europameister                                                                         |
| Tomas Svensson           | Schweden       | Torhüter        | 2023 | 6× EHF-Champions-League-Sieger, 3× Europameister                                                                         |
| Stefan Kretzschmar       | Deutschland    | Linksaußen      | 2023 | 1× EHF-Champions-League-Sieger, 3× EHF-Pokalsieger, EM-Silber und -Bronze                                                |
| Nikolaj Bredahl Jacobsen | Danemark       | Linksaußen      | 2023 | 2× EHF-Pokalsieger |
| Michaël Guigou           | Frankreich     | Linksaußen      | 2023 | 2× EHF-Champions-League-Sieger, 3× Europameister                                                                         |
| Xavier O’Callaghan       | Spanien        | Linksaußen      | 2023 | 6× EHF-Champions-League-Sieger, 2× Europapokalsieger der Pokalsieger, 1× EHF-Pokalsieger                                 |
| Guðjón Valur Sigurðsson  | Island         | Linksaußen      | 2023 | 1× EHF-Champions-League-Sieger, 1× EHF-Pokalsieger, EM-Silber                                                            |
| Daniel Narcisse          | Frankreich     | Rückraum links  | 2023 | 2× EHF-Champions-League-Sieger, 3× Europameister                                                                         |
| Siarhei Rutenka          | Belarus        | Rückraum links  | 2023 | 5× EHF-Champions-League-Sieger                                                                                           |
| Momir Ilić               | Serbien        | Rückraum links  | 2023 | 2× EHF-Champions-League-Sieger, 1× EHF-Pokalsieger, EM-Silber                                                            |
| Filip Jícha              | Tschechien     | Rückraum links  | 2023 | 2× EHF-Champions-League-Sieger, 1× EHF-Pokalsieger                                                                       |
| Jackson Richardson       | Frankreich     | Rückraum Mitte  | 2023 | 1× EHF-Champions-League-Sieger, 2× Europapokalsieger der Pokalsieger, 1× Euro-City-Pokalsieger                           |
| Ivano Balić              | Kroatien       | Rückraum Mitte  | 2023 | 2× EM-Silber, 1× EM-Bronze, mehrfacher Turnier-MVP                                                                       |
| Enric Masip              | Spanien        | Rückraum Mitte  | 2023 | 5× EHF-Champions-League-Sieger, 2× Europapokalsieger der Pokalsieger, 1× EHF-Pokalsieger, EM-Silber und -Bronze          |
| Talant Dujshebaev        | Spanien        | Rückraum Mitte  | 2023 | 1× EHF-Champions-League-Sieger, 1× EHF-Pokalsieger, 1× Euro-City-Pokalsieger, EM-Silber und -Bronze                      |
| Stefan Lövgren           | Schweden       | Rückraum Mitte  | 2023 | 1× EHF-Champions-League-Sieger, 2× EHF-Pokalsieger, 4× Europameister                                                     |
| Kiril Lazarov            | Nordmazedonien | Rückraum rechts | 2023 | 1× EHF-Champions-League-Sieger, Rekordtorschütze der Champions League                                                    |
| Ólafur Stefánsson        | Island         | Rückraum rechts | 2023 | 4× EHF-Champions-League-Sieger, 2× EHF-Pokalsieger, EM-Bronze                                                            |
| László Nagy              | Ungarn         | Rückraum rechts | 2023 | 2× EHF-Champions-League-Sieger, 1× EHF-Pokalsieger                                                                       |
| Lasse Svan               | Danemark       | Rechtsaußen     | 2023 | 1× EHF-Champions-League-Sieger, 1× Europapokalsieger der Pokalsieger, EM-Gold, -Silber und -Bronze                       |
| Irfan Smajlagić          | Kroatien       | Rechtsaußen     | 2023 | EM-Bronze |
| Víctor Tomás             | Spanien        | Rechtsaußen     | 2023 | 3× EHF-Champions-League-Sieger, 1× EHF-Pokalsieger, EM-Bronze                                                            |
| Vid Kavtičnik            | Slowenien      | Rechtsaußen     | 2023 | 2× EHF-Champions-League-Sieger, EM-Silber                                                                                |
| Magnus Wislander         | Schweden       | Kreisläufer     | 2023 | 2× EHF-Pokalsieger, 4× Europameister                                                                                     |
| Dragan Škrbić            | Serbien        | Kreisläufer     | 2023 | 1× EHF-Champions-League-Sieger, EM-Bronze                                                                                |
| Bjarte Myrhol            | Norwegen       | Kreisläufer     | 2023 | 2× EHF-Pokalsieger |
| Christian Schwarzer      | Deutschland    | Kreisläufer     | 2023 | 1× EHF-Champions-League-Sieger, 1× EHF-Pokalsieger, 1× Euro-City-Pokalsieger, EM-Gold, -Silber und -Bronze               |
| Carlos Prieto            | Spanien        | Kreisläufer     | 2023 | 3× EHF-Champions-League-Sieger, 2× Europapokalsieger der Pokalsieger                                                     |
| Ola Lindgren             | Schweden       | Abwehr          | 2023 | 4× Europameister |
| Didier Dinart            | Frankreich     | Abwehr          | 2023 | 3× EHF-Champions-League-Sieger, 2× Europameister                                                                         |
| Andrei Xepkin            | Spanien        | Abwehr          | 2023 | 7× EHF-Champions-League-Sieger (Rekord), 2× Europapokalsieger der Pokalsieger, 1× EHF-Pokalsieger, EM-Silber und -Bronze |

## Frauen
| Name                           | Nation      | Position        | Jahr | Ausgewählte Erfolge                                                                                                   |
| ------------------------------ | ----------- | --------------- | ---- | --- |
| Valérie Nicolas                | Frankreich  | Torhüterin      | 2023 | 1× EHF-Champions-League-Siegerin, 1× EHF-Pokalsiegerin, 1× Europapokalsiegerin der Pokalsieger, 2× EM-Bronze          |
| Jelena Grubišić                | Kroatien    | Torhüterin      | 2023 | 1× EHF-Champions-League-Siegerin                                                                                      |
| Cecilie Leganger               | Norwegen    | Torhüterin      | 2023 | 3× EHF-Champions-League-Siegerin, 3× Europapokalsiegerin der Pokalsieger, EM-Gold und -Bronze                         |
| Katalin Pálinger               | Ungarn      | Torhüterin      | 2023 | EM-Gold und -Bronze                                                                                                   |
| Maja Savić                     | Montenegro  | Linksaußen      | 2023 | 3× EHF-Champions-League-Siegerin, 1× Europapokalsiegerin der Pokalsieger                                              |
| Petra Kheková                  | Tschechien  | Linksaußen      | 2023 | |
| Christina Roslyng              | Danemark    | Linksaußen      | 2023 | 1× EHF-Pokalsiegerin, EM-Gold und -Silber                                                                             |
| Bojana Popović                 | Montenegro  | Rückraum links  | 2023 | 6× EHF-Champions-League-Siegerin, 1× EHF-Pokalsiegerin                                                                |
| Georgeta Narcisa Lecușanu      | Rumänien    | Rückraum links  | 2023 | 2× Europapokalsiegerin der Pokalsieger                                                                                |
| Ausra Fridrikas                | Osterreich  | Rückraum links  | 2023 | 7× EHF-Champions-League-Siegerin, 2× EHF-Pokalsiegerin, EM-Bronze                                                     |
| Anita Görbicz                  | Ungarn      | Rückraum Mitte  | 2023 | 4× EHF-Champions-League-Siegerin, EM-Bronze                                                                           |
| Camilla Andersen               | Danemark    | Rückraum Mitte  | 2023 | 1× EHF-Champions-League-Siegerin, 1× EHF-Pokalsiegerin, 1× Europapokalsiegerin der Pokalsieger, EM-Gold und -Silber   |
| Nodjialem Myaro                | Frankreich  | Rückraum Mitte  | 2023 | EM-Bronze |
| Irina Igorewna Dibirowa        | Russland    | Rückraum Mitte  | 2023 | 2× EHF-Champions-League-Siegerin, 1× Europapokalsiegerin der Pokalsieger, 1× EHF-Pokalsiegerin, EM-Silber und -Bronze |
| Gro Hammerseng-Edin            | Norwegen    | Rückraum Mitte  | 2023 | 1× EHF-Champions-League-Siegerin, 1× Europapokalsiegerin der Pokalsieger, 3× EM-Gold                                  |
| Grit Jurack                    | Deutschland | Rückraum rechts | 2023 | 3× EHF-Champions-League-Siegerin, 1× EHF-Pokalsiegerin                                                                |
| Katarina Bulatović             | Montenegro  | Rückraum rechts | 2023 | 4× EHF-Champions-League-Siegerin, 1× Europapokalsiegerin der Pokalsieger, 1× EM-Gold                                  |
| Mette Vestergaard              | Danemark    | Rückraum rechts | 2023 | 2× EM-Gold und 1× -Silber                                                                                             |
| Cristina Vărzaru               | Rumänien    | Rechtsaußen     | 2023 | 4× EHF-Champions-League-Siegerin                                                                                      |
| Iris Morhammer                 | Osterreich  | Rechtsaußen     | 2023 | 4× EHF-Champions-League-Siegerin, EM-Bronze                                                                           |
| Stéphanie Cano                 | Frankreich  | Rechtsaußen     | 2023 | 1× EHF-Champions-League-Siegerin, 2× EM-Bronze                                                                        |
| Linn-Kristin Riegelhuth Koren  | Norwegen    | Rechtsaußen     | 2023 | 1× EHF-Champions-League-Siegerin, 2× Europapokalsiegerin der Pokalsieger, 5× EM-Gold und 1× -Silber                   |
| Heidi Løke                     | Norwegen    | Kreisläuferin   | 2023 | 5× EHF-Champions-League-Siegerin, 4× EM-Gold und 1× -Silber                                                           |
| Ljudmila Walerijewna Bodnijewa | Russland    | Kreisläuferin   | 2023 | 2× EHF-Champions-Trophy-Siegerin, EM-Silber und Bronze                                                                |
| Begoña Fernández               | Spanien     | Kreisläuferin   | 2023 | 1× EHF-Pokalsiegerin, EM-Silber                                                                                       |
| Anja Althaus                   | Deutschland | Abwehr          | 2023 | 3× EHF-Champions-League-Siegerin                                                                                      |
| Eduarda Amorim                 | Brasilien   | Abwehr          | 2023 | 5× EHF-Champions-League-Siegerin                                                                                      |
| Linnea Torstenson              | Schweden    | Abwehr          | 2023 | 1× EHF-Champions-League-Siegerin, 1× EHF-Pokalsiegerin, 1× Europapokalsiegerin der Pokalsieger, EM-Silber und -Bronze |